# Pharasman VI d'Ibérie
Pharasman ou Pharsman VI d’Ibérie (en géorgien : ფარსმან VI, latinisé en Pharasmanes) est un roi d'Ibérie de la dynastie des Chosroïdes, ayant régné à partir de 561.

## Biographie
Selon la Chronique géorgienne, qui lui attribue un règne de treize ans, Pharasman VI est le successeur de son oncle paternel et homonyme Pharasman V d'Ibérie. Pharasman VI est décrit comme un chrétien qui travaille à l'embellissement des églises. C'est sous son règne qu'après la mort de Tchirmag auraient été nommés successivement les Catholicos d'Ibérie Saba puis Ewlawios. À cette époque, l'Ibérie est devenue un royaume vassal de la Perse sassanide.
C'est pourtant sous son règne (Pharsmam petit-fils de Bakour) et à l'époque du catholicos Ewlawios que seraient venus en Ibérie une douzaine de saint pères syriens sous la conduite de Ioahnnés, supérieur d'un monastère d'Antioche, et qui avaient été préalablement bénis par Siméon Stylite le Jeune.
Pharasman VI eut d'une épouse inconnue un fils :
- Bakour III, roi d'Ibérie.